# Pretoria
Pretoria è la capitale amministrativa del Sudafrica (mentre Città del Capo è la capitale legislativa e Bloemfontein quella giudiziaria).
Pretoria sorge sulle rive del fiume Apies e si estende verso est ai piedi dei monti Magaliesberg. È considerata città accademica e centro di ricerca, essendo sede della Tshwane University of Technology (TUT), dell'Università di Pretoria (UP), dell'Università del Sud Africa (UNISA), del Consiglio per la ricerca scientifica e industriale (CSIR), e il Consiglio per la ricerca sulle scienze umane. Ospita anche la National Research Foundation e il South African Bureau of Standards. Pretoria è stata una delle città ospitanti la Coppa del Mondo di rugby 1995 e la Coppa del Mondo FIFA 2010.
Pretoria è capoluogo della Municipalità metropolitana di Tshwane. Alcuni hanno proposto di cambiare il nome ufficiale da Pretoria a Tshwane, il che ha causato alcune polemiche pubbliche.
Conosciuta anche come la "Città della Jacaranda", per via delle migliaia di alberi di jacaranda piantati lungo le sue strade e nei suoi parchi e giardini.

## Geografia fisica

### Territorio
Il nome "Pretoria" identifica propriamente una parte della città di Tshwane, nome che viene assunto dalla capitale nel corso del 2012. Pretoria/Tshwane si trova nella provincia del Gauteng, sulle sponde del fiume Apies, e contava 1.884.046 abitanti nel censimento del 2001.

### Clima
La città è situata 48 km a nord est di Johannesburg ad una quota di 1343 m s.l.m.
La città ha un clima mite e la neve è un evento estremamente raro, che si verifica una o due volte in un secolo. La città è una delle capitali più soleggiate al mondo: riceve oltre 3300 ore di sole all'anno (più di 9 ore al giorno in media).
| Pretoria            | Mesi | Mesi | Mesi | Mesi | Mesi | Mesi | Mesi | Mesi | Mesi | Mesi | Mesi | Mesi | Stagioni | Stagioni | Stagioni | Stagioni | Anno |
| Pretoria            | Gen  | Feb  | Mar  | Apr  | Mag  | Giu  | Lug  | Ago  | Set  | Ott  | Nov  | Dic  | Inv      | Pri      | Est      | Aut      | Anno |
| ------------------- | ---- | ---- | ---- | ---- | ---- | ---- | ---- | ---- | ---- | ---- | ---- | ---- | -------- | -------- | -------- | -------- | ---- |
| T. max. media (°C)  | 28,8 | 28,3 | 27,1 | 25,2 | 22,5 | 20,1 | 20,0 | 22,8 | 25,9 | 28,3 | 28,0 | 28,7 | 28,6     | 24,9     | 21,0     | 27,4     | 25,5 |
| T. min. media (°C)  | 16,1 | 15,6 | 14,0 | 10,5 | 5,8  | 2,3  | 2,1  | 4,6  | 8,8  | 12,8 | 14,3 | 15,4 | 15,7     | 10,1     | 3,0      | 12,0     | 10,2 |
| Precipitazioni (mm) | 128  | 89   | 80   | 48   | 19   | 6    | 6    | 6    | 19   | 69   | 112  | 115  | 332      | 147      | 18       | 200      | 697  |

## Storia
Il primo insediamento urbano nella zona fu fondato da Marthinus Wessel Pretorius (al quale si deve il nome di "Pretoria") nel 1855. Dal 1860 al 1902 fu capitale dello stato boero indipendente del Transvaal. Il trattato che pose fine alla Guerra anglo-boera (il Trattato di Vereeniging del 1902) fu firmato a Pretoria.
Nel 1910, alla nascita dell'Unione Sudafricana, Pretoria fu scelta come capitale amministrativa, mantenendo lo stesso ruolo anche dopo l'istituzione della Repubblica del Sudafrica (1961).

## Monumenti e luoghi d'interesse

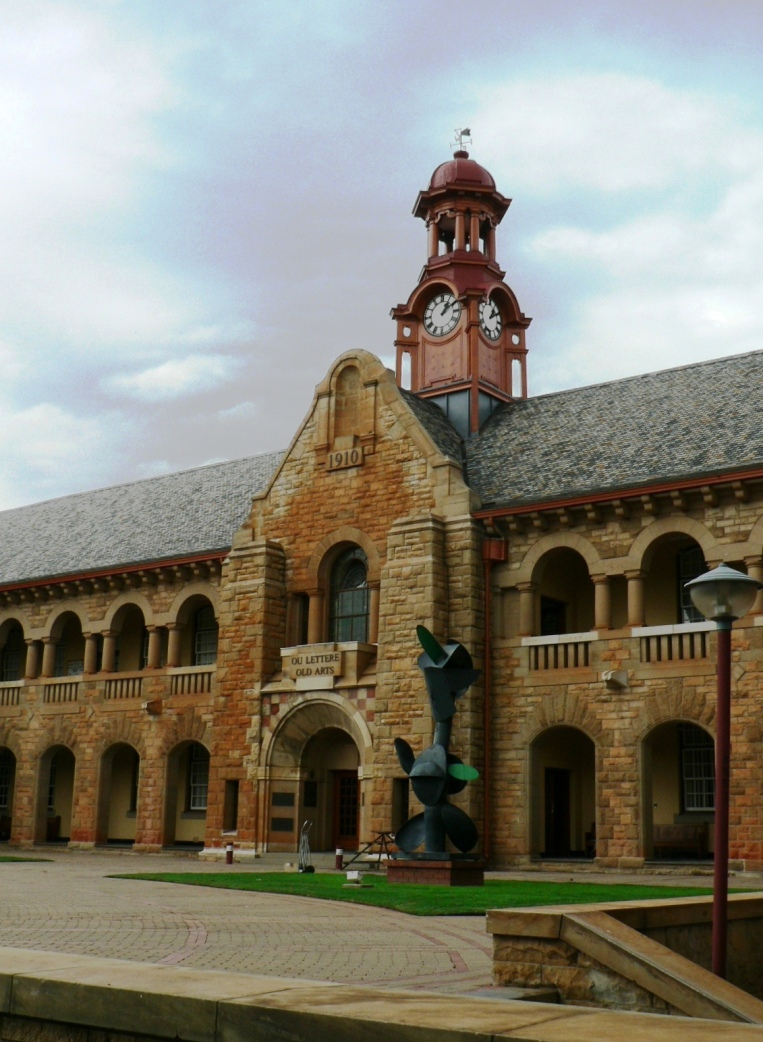
Università di Pretoria

Pretoria è una città di aspetto moderno, con vasti quartieri residenziali e zone verdi.
È sede della Università del Sud Africa (fondata nel 1873), della University of Pretoria (1908), della Biblioteca Nazionale Sudafricana e degli archivi di stato.
Fra gli edifici e i monumenti degni di nota si possono citare: 
- il Transvaal Museum (che ospita notevoli collezioni di storia naturale)
- la Municipal Art Gallery (arte sudafricana)
- il Pretoria Art Museum (arte fiamminga del XVII secolo)
- l'Ou Raadsaal, antica sede del Voolksraad della Repubblica del Transvaal
- il Municipio di Pretoria, realizzato nel 1935 su progetto di Frank Gordon McIntosh
- il Palazzo delle Poste, realizzato nel 1910 in stile eclettico
- il monumento ai Voortrekker pionieri della conquista del Natal
- la statua di bronzo alta nove metri, dedicata a Nelson Mandela con le braccia aperte verso il suo popolo, inaugurata il 16 dicembre 2013[3]

## Società
Al censimento del 2023 Pretoria contava 2818100 abitanti, e 2921488 considerando l'intera area metropolitana, rendendola di fatto la 4ª città più popolosa del Sudafrica e la trentatreesima dell'Africa.

### Etnie e minoranze straniere
Anche dopo la fine dell'apartheid, la città di Pretoria continua ad avere una maggioranza di popolazione bianca. Tuttavia, nelle township di Mamelodi, Soshanguve e Atteridgeville, i neri costituiscono la quasi totalità della popolazione.
| Evoluzione demografica | 2001    | 2001 (%) | 2011    | 2011 (%) |
| ---------------------- | ------- | -------- | ------- | -------- |
| Bianchi                | 355,631 | 67.7%    | 389,022 | 52.5%    |
| Neri africani          | 128,791 | 24.5%    | 311,149 | 42.0%    |
| Meticci del Capo       | 32,727  | 6.2%     | 18,514  | 2.5%     |
| Asiatici               | 8,238   | 1.6%     | 14,298  | 1.9%     |
| Altri                  | –       | –        | 8,667   | 1.2%     |
| Totale                 | 525,387 | 100%     | 741,651 | 100%     |

## Sport
Pretoria è sede di numerose società sportive, lo sport più popolare è il rugby. Allo stadio Loftus Versfeld giocano i Blue Bulls impegnati nel campionato di rugby nazionale della Currie Cup e i Bulls che partecipavano al Super Rugby, competizione internazionale vinta in tre occasioni (2007, 2009, 2010) e ora giocano nel campionato URC che comprende squadre sudafticane, irlandesi, scozzesi, gallesi e italiane. Il Loftus Verfield ospita anche le partite della squadra di calcio del M. Sundowns, la più titolata del paese. Altra squadra della città è il SuperSport Utd vincitore di tre titoli nazionali.
Popolare è il cricket, anche se la città non possiede uno stadio, le partite vengono disputate principalmente al Centurion Park. Lo stadio ha ospitato la Coppa del Mondo di cricket 2003.
Pretoria ha ospitato le partite del Mondiale di rugby 1995 e del Mondiale di calcio 2010. Le partite hanno avuto luogo allo stadio Loftus Versfeld, che ha una capienza di 50.000 spettatori, ed è situato nel quartiere Arcadia. Questo stadio era stato già designato dalla FIFA per ospitare alcune gare della FIFA Confederations Cup 2009.

## Amministrazione

### Gemellaggi
La città è gemellata con:
- Amman
- Baku
- Bucarest
- Brasilia
- Delft
- Kiev
- Kumasi
- Port Louis
- Taipei
- Tehran
- Washington

## Galleria d'immagini

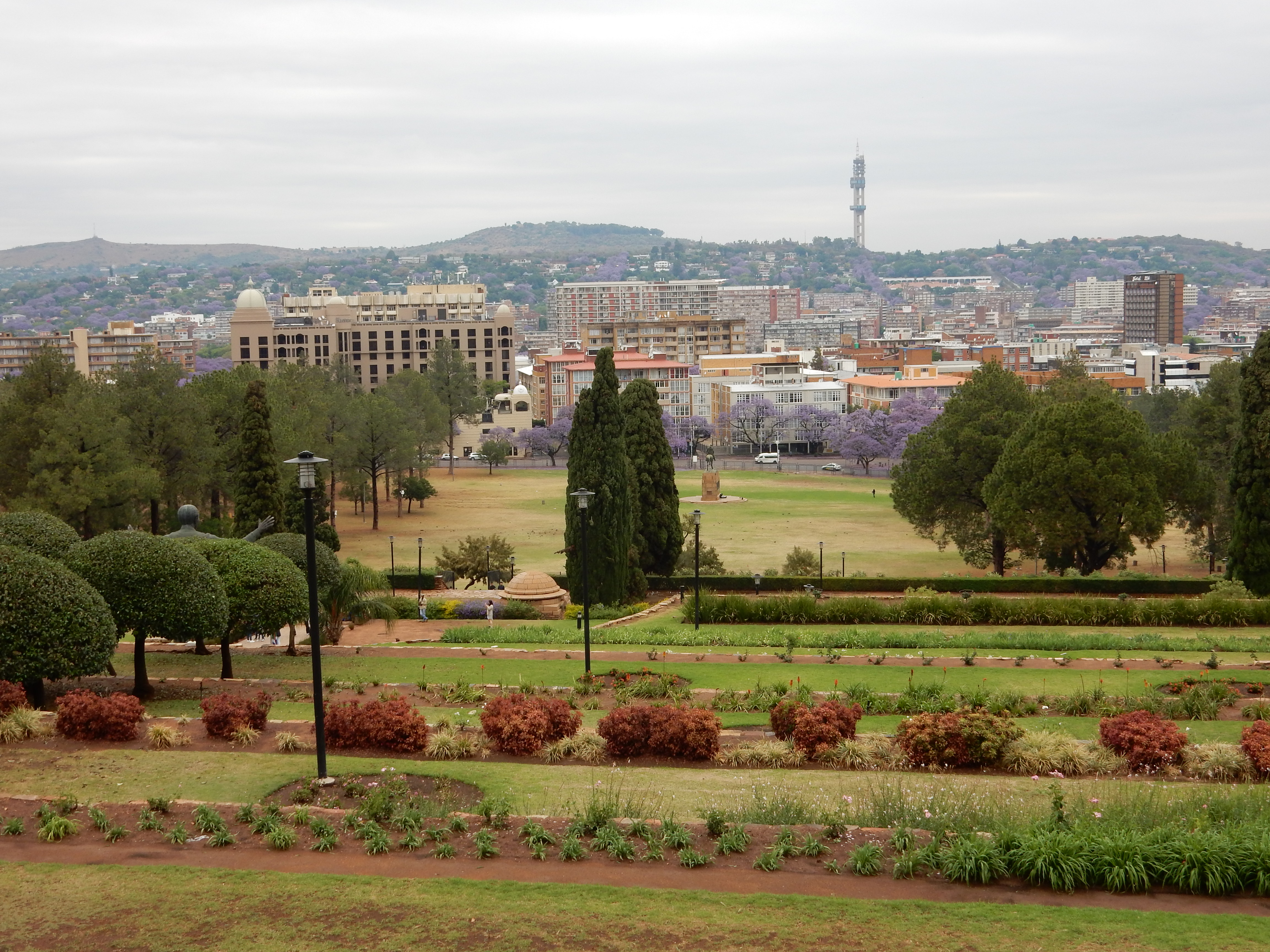
Panorama del Centro città
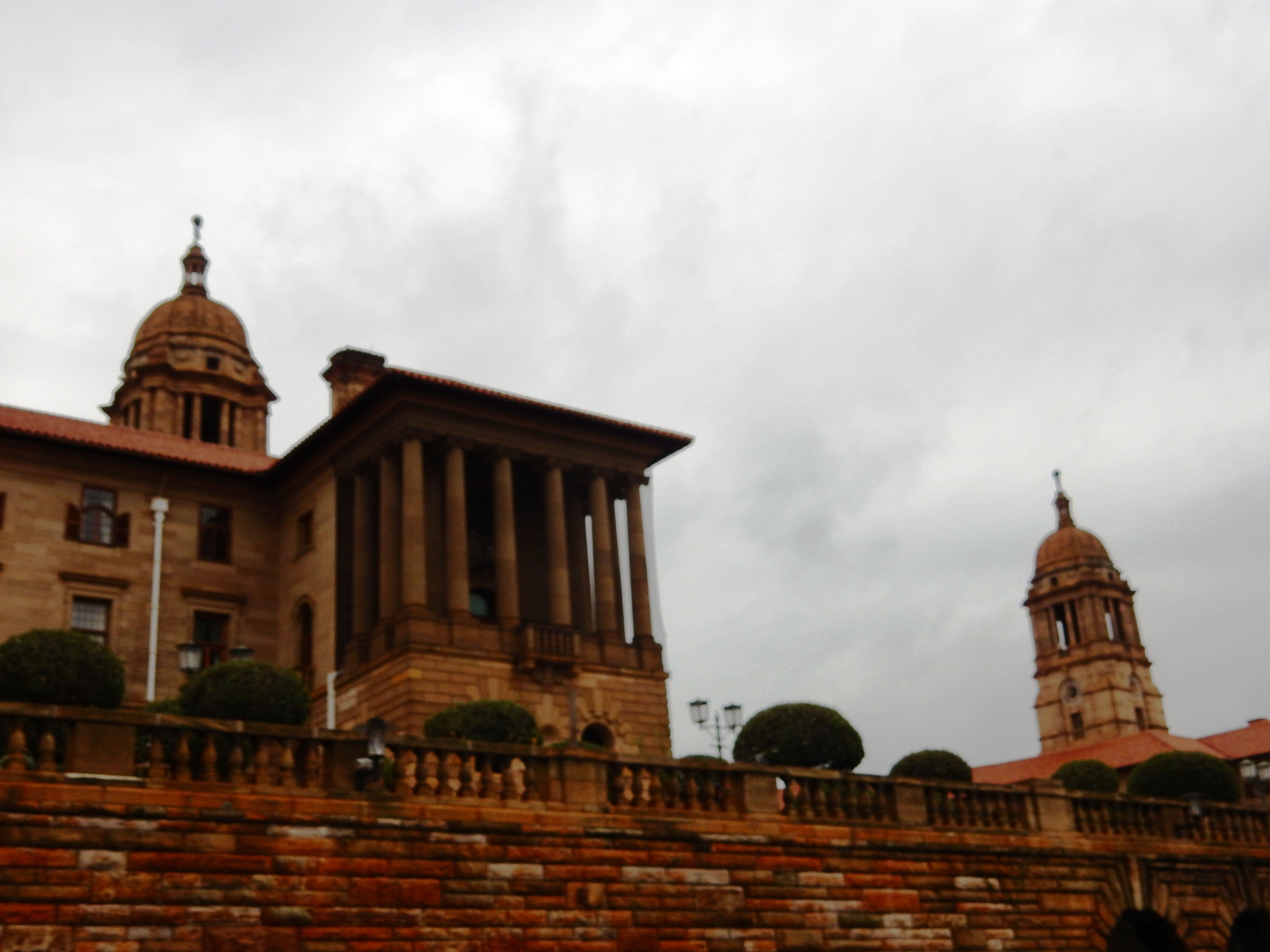
Veduta Union Buildings
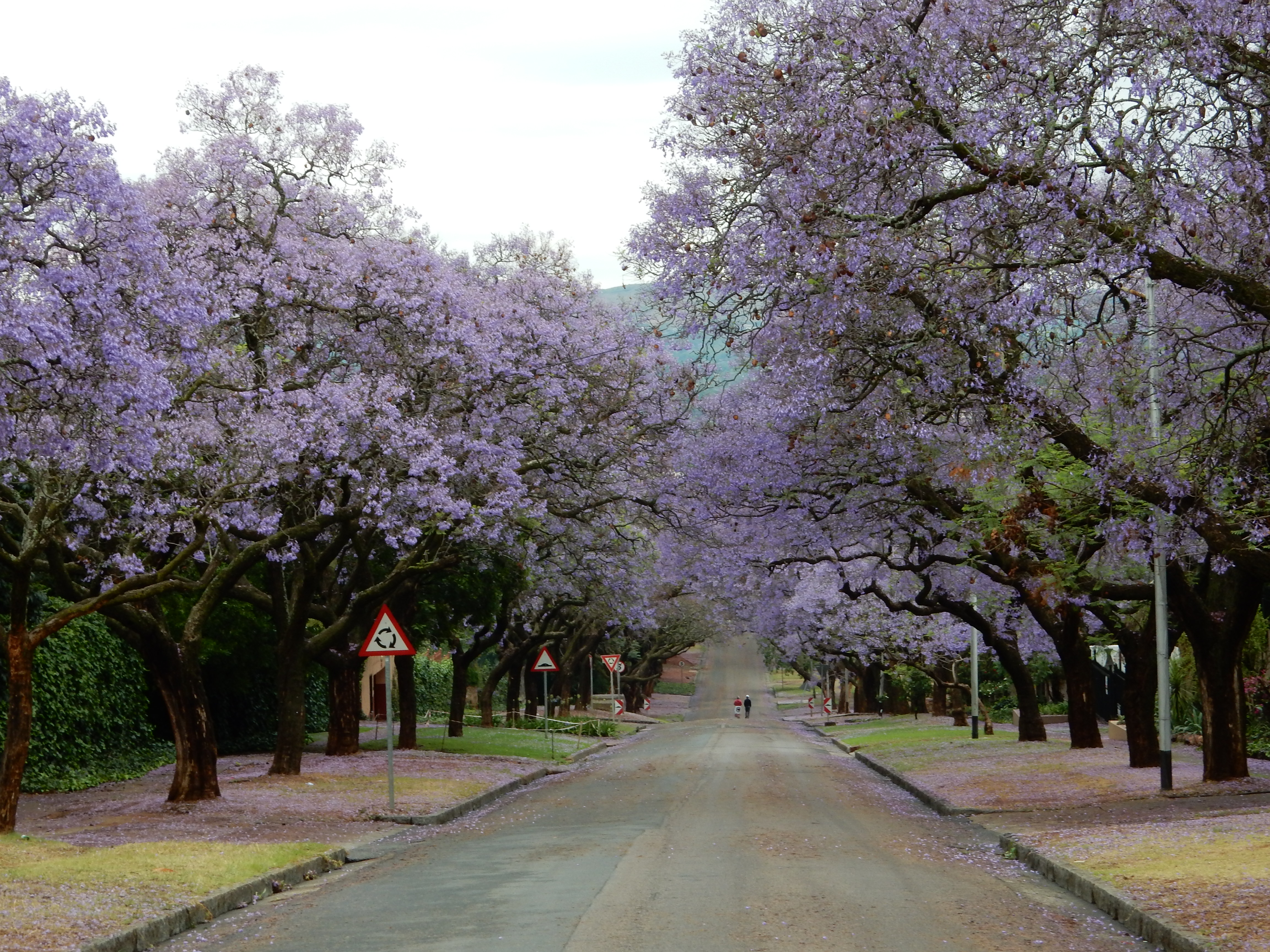
Viale della Jacaranda, nel quartiere delle Ambasciate
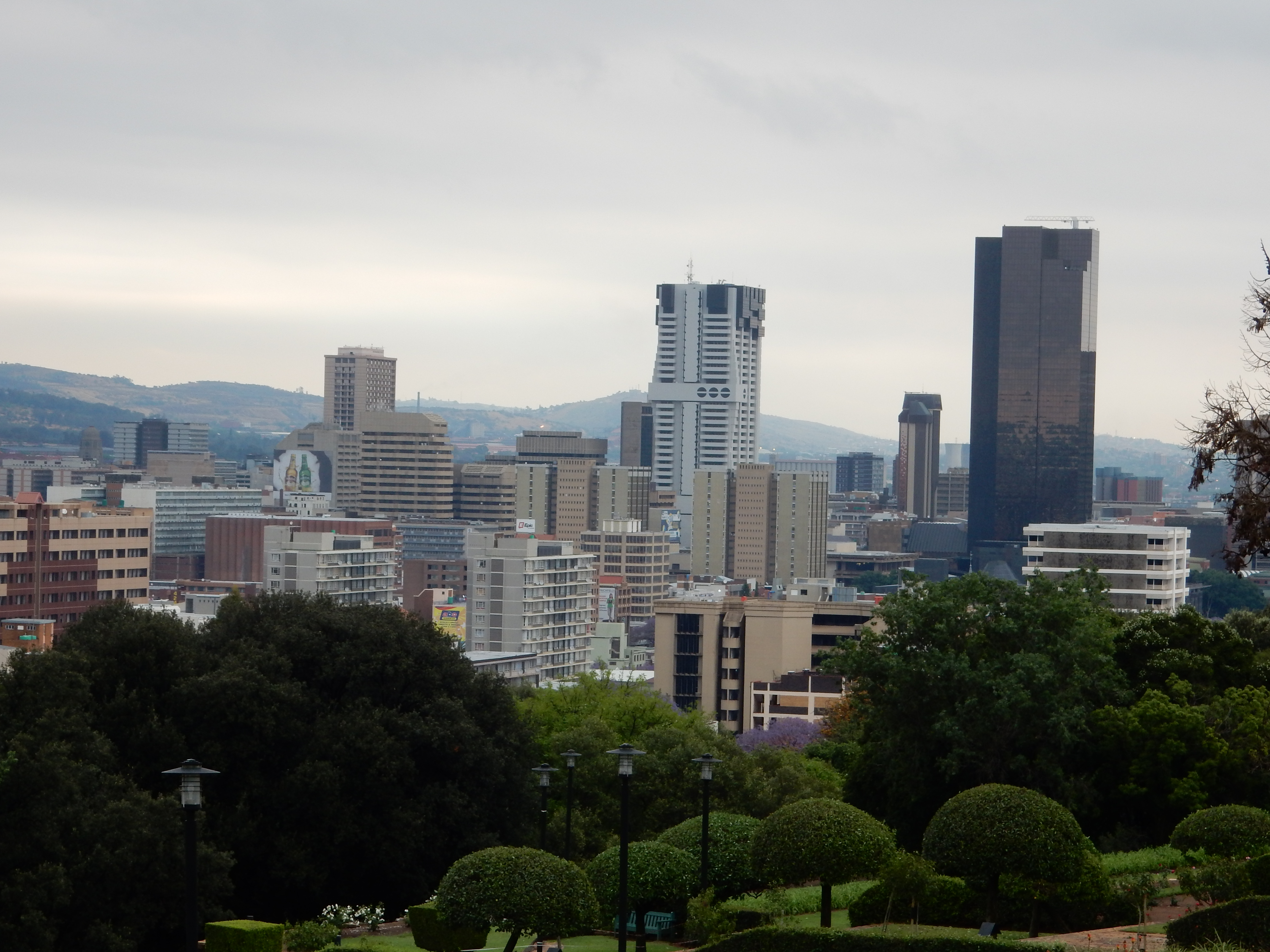
Panorama grattacieli del centro città